# Lasioglossum sombrerense
Lasioglossum sombrerense  (лат.) — вид одиночных пчёл из подсемейства Halictinae семейства Halictidae.
Центральная Америка: Ангилья (Anguilla, Sombrero Island). Мелкие пчёлы длиной 4—5 мм. Голова и грудь с тёмным зеленоватым или голубым металлическим блеском; апикальная половина клипеуса коричневая. Длина переднего крыла самок 2,53—2,86 мм. Новый вид отнесён к подроду Dialictus и назван по имени острова, на котором обнаружен.